# سكوت همفري
سكوت همفري هو ملحن ومنتج أسطوانات كندي، ولد في 1950.

## وصلات خارجية
- سكوت همفري على موقع ميوزك برينز (الإنجليزية)
- سكوت همفري على موقع أول ميوزيك (الإنجليزية)
- سكوت همفري على موقع ديسكوغز (الإنجليزية)